# Вебер, Август Егорович
А́вгуст Его́рович Ве́бер (нем. August Weber; 29 декабря 1836, Прага, Земли Чешской короны — 16 августа 1903, Москва) — австрийский и русский архитектор.

## Биография
В 1861 году окончил Императорскую художественную академию в Вене со званием архитектора. В 1871 году приехал в Москву по приглашению предпринимателя А. А. Пороховщикова для строительства ресторана «Славянский базар». В 1880—1882 годах вместе с архитектором А. С. Каминским принял участие в проектировании и строительстве павильонов Всероссийской художественно-промышленной выставки на Ходынском поле. Имел собственную архитектурную контору, занимался частной строительной практикой; много строил для Трындиных. Помощниками Вебера в разное время работали ставшие известными позднее архитекторы Л. Ф. Даукша, Н. Н. Благовещенский и И. П. Машков.
Имел награды: орден Святого Станислава 2-й степени (1883).
Похоронен на Введенском кладбище (могила утрачена).

## Постройки в Вене
- Кюнстлерхаус (1865—1868, Рингштрассе)

## Постройки в Москве

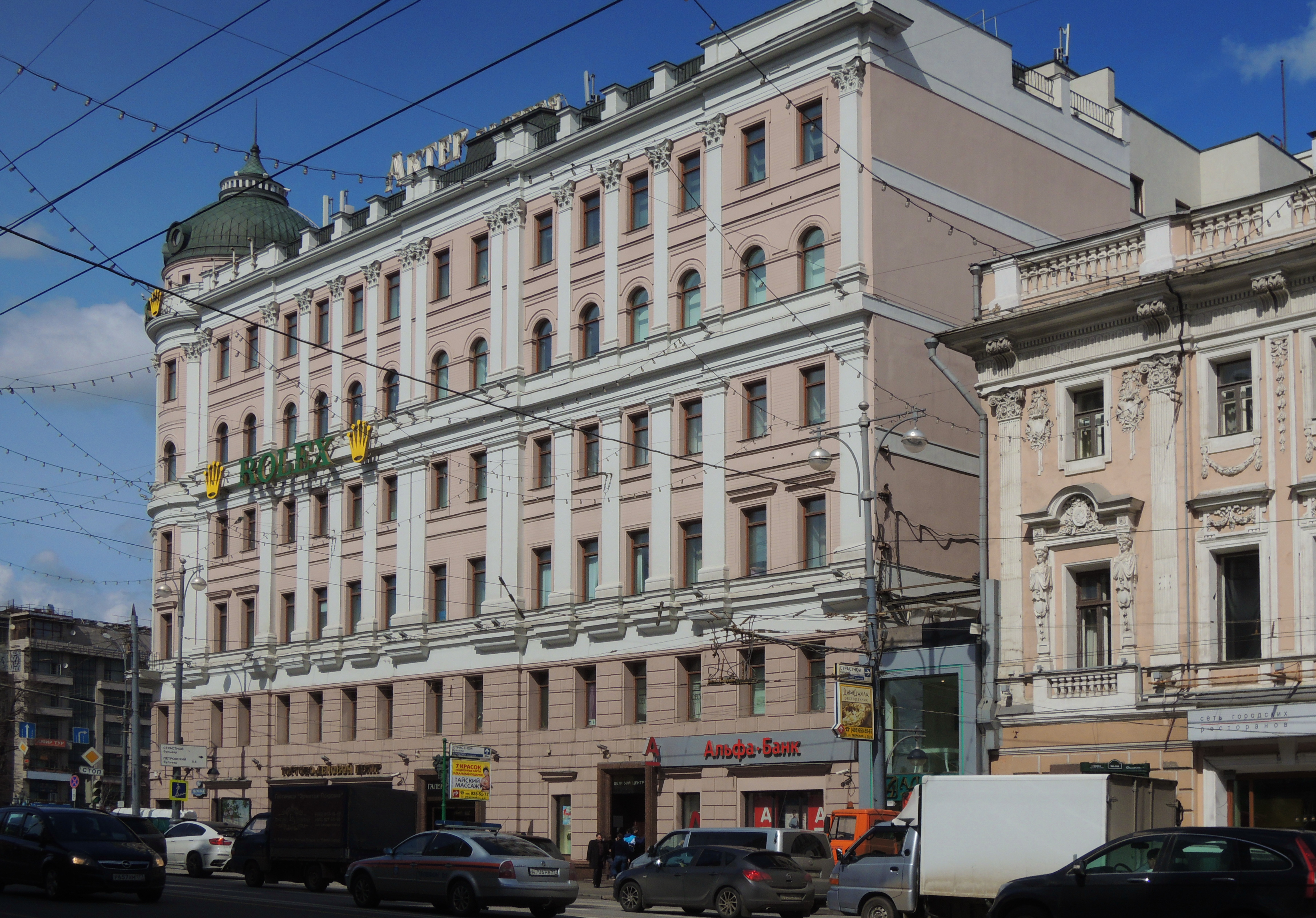
Галерея «Актер»

- Доходный дом Трындиных (1870-е, Большая Лубянка, 13[4]);
- Гостиница с рестораном «Славянский базар» (1872, Никольская улица, 17). Здание ресторана сгорело в 1993 году;
- Доходный дом (1879, ул. Большая Лубянка, 11);
- Дом Е. И. Козицкой (дом Г. Г. Елисеева), переделка фасада (1874, ул. Тверская, 14);
- Тверская, № 16 — угловой дом 1880, арх. А. Е. Вебер; 1935 — надстройка, перелицовка фасада; с 1936 — «Дом актёра» при Всероссийском театральном обществе (сейчас — «Галерея Актёр» и офис компании ЕГСН).
- Дом Константинова — К. Я. Торопова («Дом печатника») (1874, Армянский переулок, 9 / Сверчков переулок, 1 — Архангельский переулок, 1)[5];
- Катковский лицей (Императорский лицей в память цесаревича Николая) с церковью при нём (1875, Остоженка, 53), бывшее здание МГИМО, ныне — ГОУ «Дипломатическая академия МИД России»[6];
- Доходный дом М. А. Малкиель — С. В. Спиридонова (1874, Малый Гнездниковский переулок 9/8 строение 2),[5] позднее надстроено;
- Усадьба Е. П. Кашкина — А. А. Дурасовой (1875, Чистопрудный бульвар, 10, стр. 1). Позднее над трёхэтажным зданием было надстроено ещё три этажа;
- Доходный дом Строгановского училища технического рисования [1875—1878, Мясницкая улица, 24, стр. 2);
- Трёхгорный пивоваренный завод, совместно с Р. И. Клейном, Г. П. Евлановым (1875—1904, Кутузовский проспект, 12);
- Перестройка флигеля усадьбы Е. П. Кашкина — А. А. Дурасовой (1876, Чистопрудный бульвар, 10, стр. 2);
- Перестройка дома (1876, Чистопрудный бульвар, 8, левое строение);
- Хозяйственная постройка в усадьбе П. П. Смирнова (1876, Тверской бульвар, 18, стр. 2)[5];
- Цирк Саламонского на Цветном бульваре (1880), перестроен с сохранением фасада в 1987—1989 годах;
- Городская усадьба А. Н. Саймонова, переделка интерьеров в псевдоклассических формах (1877, Малая Дмитровка, 18);
- Амбары — фабрика — административное здание в доходном владении С. Е. И П. Е. Трындиных (1877, Большой Кисельный переулок, 12, стр. 3, 4)[5];
- Перестройка городской усадьбы Филипповых (1877, Яузская улица 1/15 — Яузский бульвар 15/1, стр. 8)[5];
- Корпус при Лютеранской церкви Святых Петра и Павла (1880-е, Старосадский переулок, 7/10, строение 8);
- Доходный дом Строгановского училища технического рисования (1880—1883, Мясницкая улица, 24, стр. 3)[5];
- Павильоны Всероссийской художественно-промышленной выставки, совместно с А. С. Каминским (1880—1882, Ходынское поле), не сохранились;
- Доходный дом (Гостиница «Лейпциг»), переделка фасада (1881, Кузнецкий мост 7/6/9);
- Царский павильон XV Всероссийской торгово-промышленной и художественной выставки (1882, Ленинградский проспект, 31, стр. 9)[5];
- Южное крыло Политехнического музея с Лубянско-Ильинскими торговыми помещениями (руководство строительством по проекту Н. А. Шохина), совместно с И. П. Машковым (1883, Новая площадь, 3/4);
- Доходный дом Н.Козновой (1893, Печатников переулок, 6)[5];
- Театр зверей («Уголок дедушки Дурова») (1894, улица Дурова, 4);
- Московская контрольная палата (1896, Погодинская улица, 10);
- Перестройка дома (1899, Николоямская улица, 11);
- Доходный дом С. Ф. Голицына — купца А. Н. Прибылова (1899, Никитский бульвар, 8/3 — Калашный переулок, 3/8)[5];
- Перестройка здания гостиницы (1900, Улица Петровка, 30/7 — Петровский бульвар 7/30)[5];
- Комплекс зданий завода «Пиво-медоваренное „Товарищество Калинкина СПб-М“» (1902—1904, Русаковская улица, 13 стр. 1, 2, 3)[5]. В 2008 году памятник архитектуры был несанкционированно разрушен ООО «Строительная компания „Бородино-Строй“»[7].